# Монастирське джерело
Монасти́рське джерело́ (джерело Св. Онуфрія Великого) — гідрологічна пам'ятка природи місцевого значення в Черкаському районі Черкаської області.

## Опис
Площа 0,05 га, охороняються цілюще джерело та красивий ландшафт. Розташовано в лісовому урочищі Холодний Яр у Креселецькому лісництві (кв. 31 вид. 4) біля с. Мельники, біля автошляху Т 2402. Поблизу від Мотронинського монастиря. Пам'ятка природи створена рішенням Черкаської обласної ради від 03.07.2002 р. № 2-8. Джерело розкопане та обкладене каменем. Впадає в невеликий ставок. Вода використовується черницями Мотронинського монастиря для побутових потреб. Серед віруючих має назву джерела Святого Онуфрія.

## Галерея

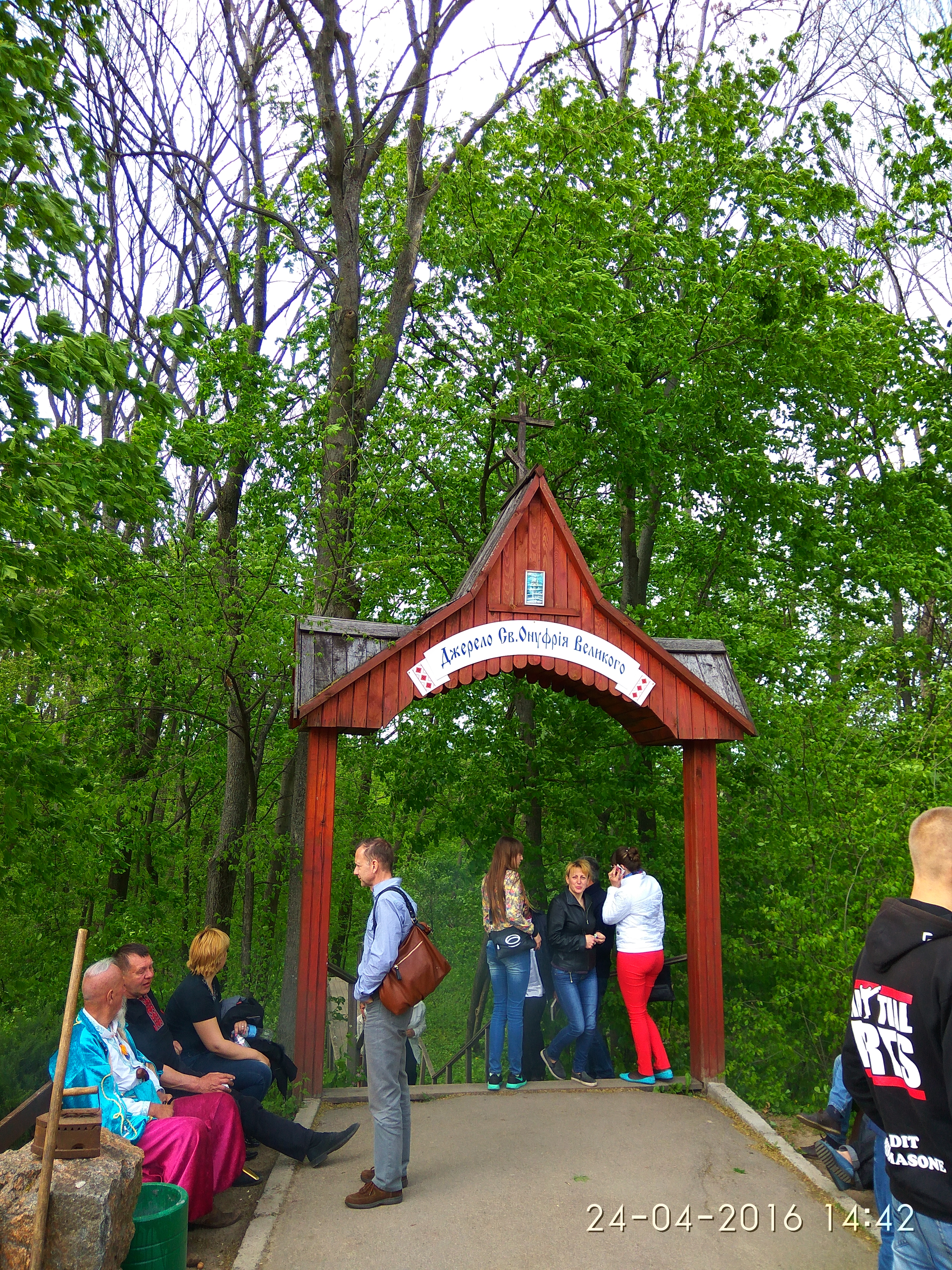
Спуск до джерела
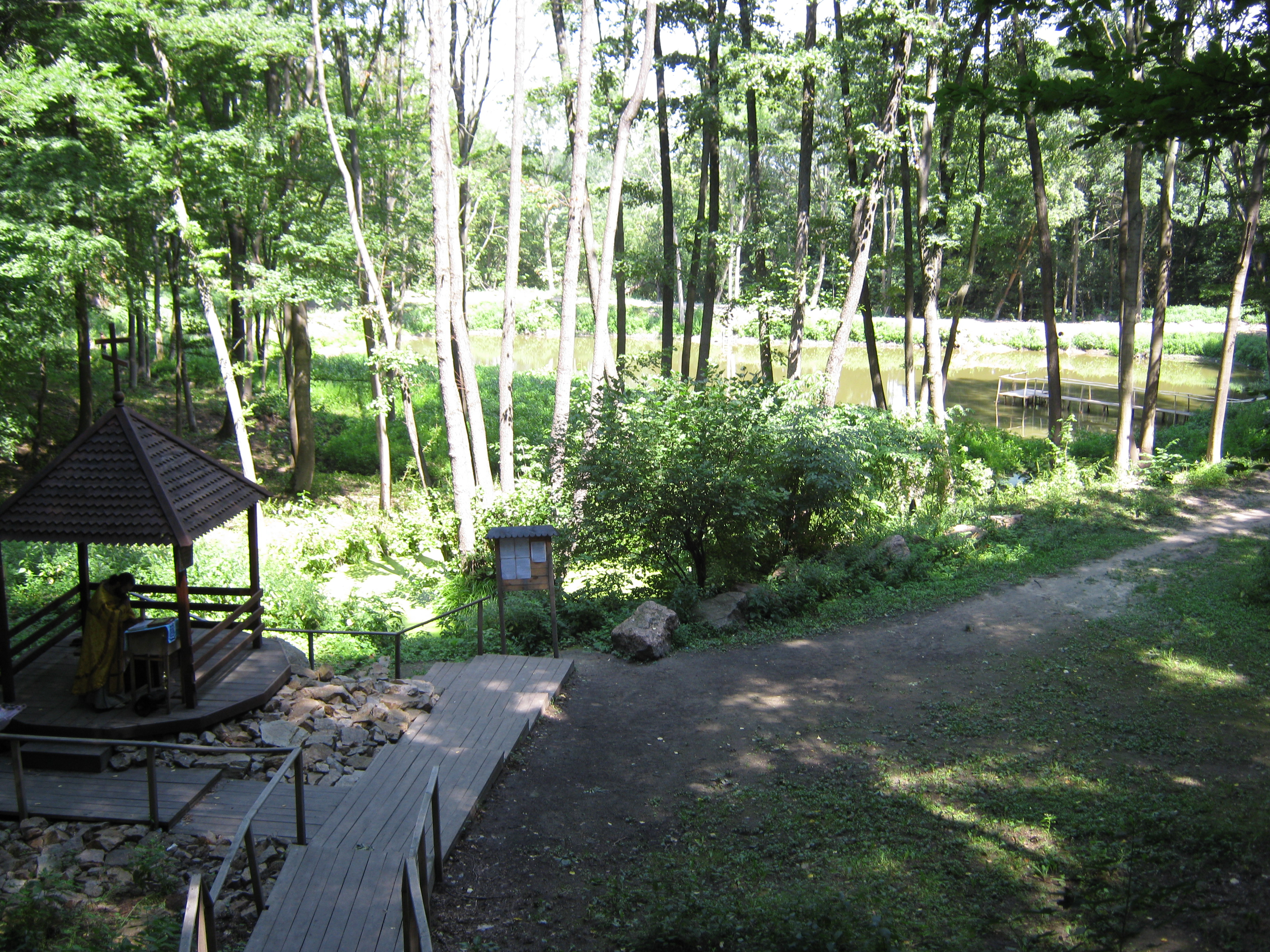
Загальний вигляд джерела
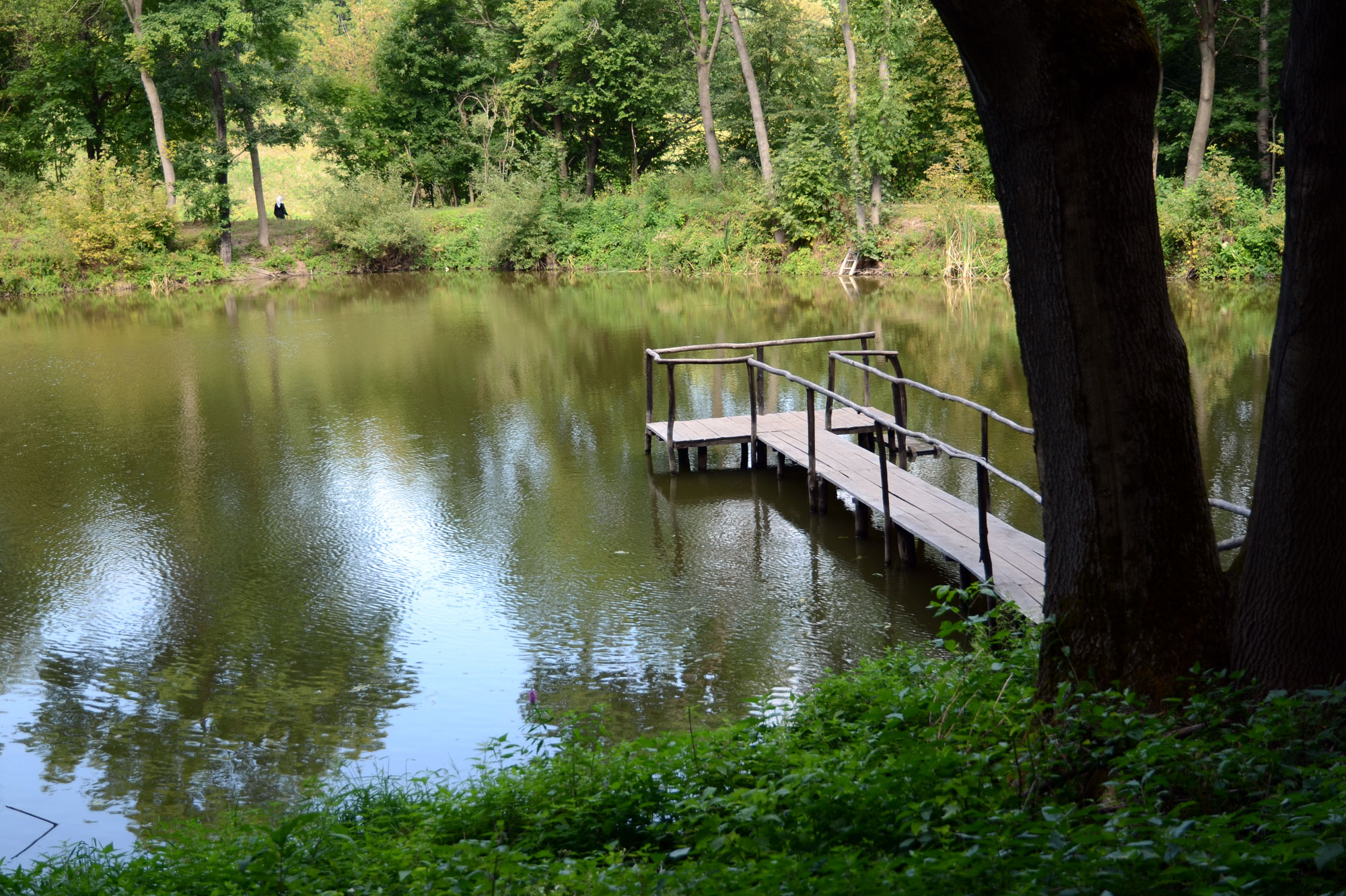
Ставок, у який впадає джерело